# Silius (Band)
Silius ist eine österreichische Metal-Band aus Tirol.
Silius wurde im Herbst 2013 gegründet.
Die Band trat auf verschiedenen Festivals wie Nova Rock, Wacken, Free & Easy Festival, Kaltenbach Open Air und Metaldays auf.
Ihr Debütalbum Hell Awakening erschien am 1. September 2017 beim Label Massacre Records.
Im April 2018 hat der zweite Gitarrist Mex Senn die Band verlassen und die vier verbliebenen Bandmitglieder führten die Band fort.
Am 28. August 2020 wurde das zweite Album Worship to Extinction auf dem neuen Label Partner ROAR! Rock of Angels Records veröffentlicht. Das Album erhielt sehr gute Kritiken.
Im April 2023 verließen Ralph Jurschitsch und Matthias Turner (Mottl) die Band, als Ersatz kamen Manu Zoller (Schlagzeug) und Benjito Wellna (Benji, Gesang).

## Diskografie
- 2017: Hell Awakening (Album, Massacre Records)
- 2020: Worship to Extinction (Album, Rock of Angels Records)